# Pępkolejkówka czerwonawa

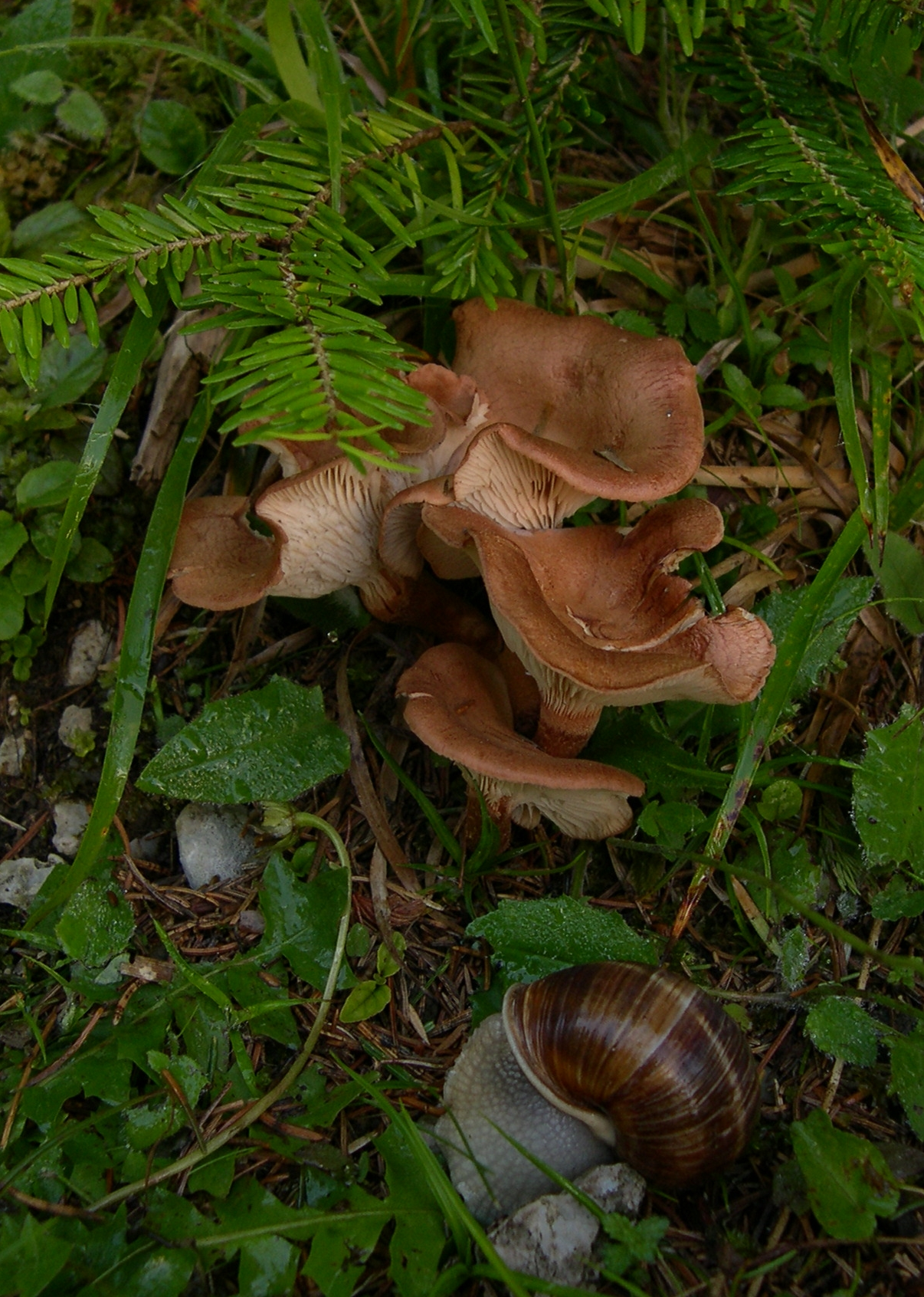

Pępkolejkówka czerwonawa (Bonomyces sinopicus (Fr.) Vizzini) – gatunek grzybów z rzędu pieczarkowców (Agaricales).

## Systematyka i nazewnictwo
Pozycja w klasyfikacji według Index Fungorum: Bonomyces, Pseudoclitocybaceae, Agaricales, Agaricomycetidae, Agaricomycetes, Agaricomycotina, Basidiomycota, Fungi.
Po raz pierwszy takson ten zdiagnozował w 1818 r. Elias Fries, nadając mu nazwę Agaricus sinoppicus. W 1871 r. Paul Kummer przeniósł go do rodzaju Clitocybe, nadając mu nazwę Clitocybe sinopica, i pod taką nazwą gatunek ten znany był w Polsce. Obecną, uznaną przez Index Fungorum nazwę, nadał mu w 2014 r. Alfredo Vizzini przenosząc go do rodzaju Bonomyces.
Synonimy naukowe:

- Agaricus sinopicus Fr. 1818
- Clitocybe sinopica (Fr.) P. Kumm. 1871
- Clitocybe sinopica var. arnoldii Boud. 1904
- Clitocybe sinopica var. aureospora Contu 1990
- Clitocybe sinopica var. microspora Métrod 1938
- Clitocybe sinopica var. putris Raithelh. 1971
- Clitocybe sinopica var. rimosa H.E. Bigelow 1985
- Clitocybe sinopica (Fr.) P. Kumm. 1871 var. sinopica
- Clitocybe sinopica var. torosa Bres.
- Clitocybe subsinopica Harmaja 1978
- Omphalia sinopica (Fr.) Quél. 1886

Władysław Wojewoda w 2000 r. nadał polską nazwę lejkówka czerwonawa dla Clitocybe sinopica. Po przeniesieniu gatunku do rodzaju Bonomyces stała się ona niespójna z nazwą naukową. W 2025 r. Komisja ds. Polskiego Nazewnictwa Grzybów Polskiego Towarzystwa Mykologicznego zarekomendowała używanie nazwy pępkolejkówka czerwonawa.

## Morfologia
Kapelusz
Średnica 3–9 cm, kształt młodych owocników łukowaty, później płaski, u starszych lejkowato wklęsły. Powierzchnia gładka, matowa, niehigrofaniczna, u młodych owocników czerwonobrązowa, u starszych wypłowiała, brązowa lub ochrowopomarańczowa. Brzeg gładki, u młodych owocników słabo podwinięty, szybko wyprostowany i pofalowany.
Blaszki
Szerokie, słabo zbiegające, początkowo białawe, potem żółtoochrowe.
Trzon
Wysokość 3–6 cm, grubość 0,5–1,5 cm. Powierzchnia gładka, podłużnie włóknista, tej samej barwy co kapelusz. Jest pełny, u podstawy wyrastają białawe sznury grzybni.
Miąższ
U młodych owocników białawy, u starszych brązowawy. Ma stęchły zapach i mączny smak.
Wysyp zarodników
Biały. Zarodniki szeroko elipsoidalne o rozmiarach 6–8 × 3–4 μm.
Gatunki podobne
- lejkówka modrzewiowa (Rhizocybe vermicularis) – nie posiada mącznego zapachu[5]
- lejkówka łuseczkowata (Infundibulicybe squamulosa) na kapeluszu ma delikatne łuseczki[5]
- gąsówka rudawa (Paralepista flaccida). Jest większa, ma gęściejsze blaszki i występuje dopiero jesienią[7].

## Występowanie
Opisano występowanie lejkówki czerwonawej w Ameryce Północnej, Środkowej, Europie i Japonii. W Polsce jest dość częsta
Naziemny saprotrof. Występuje w lasach iglastych i na ich obrzeżach, w zaroślach, na obrzeżach dróg, w trawnikach, na wypaleniskach (grzyb wypaleniskowy). Rośnie na trawie, wśród mchów lub na nagiej ziemi. Pojawia się wcześnie, czasami nawet w kwietniu, główny okres występowania to miesiące maj i czerwiec, ale czasami występuje do października.

## Znaczenie
Jest grzybem jadalnym, jednak odradza się jego zbieranie w celach spożywczych, gdyż łatwo go pomylić z innymi, niejadalnymi, a nawet trującymi lejkówkami.